# Waw
Waw er en by i Sydsudan, med et indbyggertal (pr. 2007) på cirka 136.000. Byen er hovedstad i regionen Gharb Bahr al-Ghazal.
7°42′N 27°59′Ø / 7.700°N 27.983°Ø